# Montaigu-de-Quercy
Montaigu-de-Quercy is een gemeente in het Franse departement Tarn-et-Garonne (regio Occitanie) en telt 1440 inwoners (1999). De plaats maakt deel uit van het arrondissement Castelsarrasin.

## Geografie
De oppervlakte van Montaigu-de-Quercy bedraagt 77,8 km², de bevolkingsdichtheid is 18,5 inwoners per km².
De onderstaande kaart toont de ligging van Montaigu-de-Quercy met de belangrijkste infrastructuur en aangrenzende gemeenten.

## Demografie
Onderstaande figuur toont het verloop van het inwonertal (bron: INSEE-tellingen).

## Geboren
- Louis-Jean Delmas (1906-2002), politicus